# Говения
Говения, или Ховения (лат. Hovenia) — род лиственных деревьев и кустарников семейству Rhamnaceae (Крушиновые). Наиболее известным видом, принадлежащим к данному роду, является говения сладкая (Hovenia dulcis), более известная под названием конфетное дерево.
Ареал рода — Восточная и Юго-Восточная Азия.

## Происхождение названия
Род назван в честь немецкого сенатора Давида Гове (нем. David Hove, 1724—1787), который помог Карлу Петеру Тунбергу с финансированием его экспедиции в Южную Африку, на Яву и в Японию.

## Ботаническое описание
Листья говении очерёдные, без прилистников, яйцевидные и сердцевидно-яйцевидные. Белые цветки собраны зонтиковидно, пазушные или верхушечные. Говению размножают семенами и черенками и используют в холодных оранжереях.

## Виды
По информации базы данных The Plant List, род включает три вида:
- Hovenia acerba Lindl.
- Hovenia dulcis Thunb. — Конфетное дерево, или Говения сладкая
- Hovenia trichocarpa Chun & Tsiang